# Convenzione di Aarhus
La Convenzione sull'accesso alle informazioni, la partecipazione del pubblico ai processi decisionali e l'accesso alla giustizia in materia ambientale, nota come Convenzione di Aarhus, è un trattato internazionale volto a garantire all'opinione pubblica e ai cittadini il diritto alla trasparenza e alla partecipazione in materia ai processi decisionali di governo locale, nazionale e transfrontaliero concernenti l'ambiente.
Focalizzata sul rapporto tra il pubblico e le autorità pubbliche, è stata firmata nella città danese di Aarhus, il 25 giugno 1998 ed è entrata in vigore il 30 ottobre 2001.
Al novembre 2019, essa è stata ratificata da 46 stati e dall'Unione europea. In particolare in Italia è stata ratificata con la legge n. 108 del 16 marzo 2001.